# Absolute Music 19
Absolute Music 19 er en kompilation i serien Absolute Music udgivet den 26. november 1998.

## Spor
1. Cher – "Believe"
2. Jennifer Paige – "Crush"
3. Infernal – "Kalinka"
4. Jennifer Brown – "Tuesday Afternoon"
5. Brandy & Monica – "The Boy Is Mine"
6. The Cardigans – "My Favourite Game"
7. Cartoons – "WitchDoctor"
8. Robbie Williams – "Millennium"
9. Melanie B feat. Missy "Misdemeanor" Elliott – "I Want You Back"
10. The Savage Rose – "Planet Of Paradise"
11. Depeche Mode – "Only When I Lose Myself"
12. Hanne Boel – "Salt Of Your Skin"
13. Ann-Louise – "Remember Me"
14. Lutricia McNeal – "Someone Loves You Honey"
15. Caroline Henderson – "Faster"
16. Faithless – "God Is A DJ"
17. Mobbs IV Real – "Missing You"
18. Sanne Salomonsen with Chris Minh Doky Quartet – "A Song For You"